# 科沙科夫斯基
50°11′45″N 24°21′32″E / 50.19583°N 24.35889°E
科沙科夫斯基（烏克蘭語：Кошаковські），是烏克蘭西部的村莊，隸屬利維夫州的舍普季茨基區多布羅特維爾市鎮。該村始建於1300年，面積0.27平方公里，2001年人口106，人口密度每平方公里397人。